# Njavgaroaivi
Njavgaroaivi är en kulle i Finland. Den ligger i Utsjoki kommun och landskapet Lappland, i den norra delen av landet, 1 000 km norr om huvudstaden Helsingfors. Toppen på Njavgaroaivi är 421 meter över havet. Njavgaroaivi ingår i Paistunturit.
Terrängen runt Njavgaroaivi är platt.  Trakten runt Njavgaroaivi är nära nog obefolkad, med mindre än två invånare per kvadratkilometer. Närmaste större samhälle är Karigasniemi, 19,1 km sydväst om Njavgaroaivi. Omgivningarna runt Njavgaroaivi är i huvudsak ett öppet busklandskap.